# Radar Base
Radar Base è un census-designated place degli Stati Uniti d'America situato nella contea di Maverick dello Stato del Texas.
La popolazione era di 762 persone al censimento del 2010. A Radar Base vi è il Maverick County Memorial International Airport, che era in precedenza una base dell'Air Force.

## Geografia fisica
Radar Base è situata a 28°51′28″N 100°31′38″W (28.857903, -100.527332).
Secondo lo United States Census Bureau, ha un'area totale di 4,2 miglia quadrate (11 km²).

## Società

### Evoluzione demografica
Secondo il censimento del 2000, c'erano 162 persone, 51 nuclei familiari e 37 famiglie residenti nella città. La densità di popolazione era di 38,4 persone per miglio quadrato (14,8/km²). C'erano 64 unità abitative a una densità media di 15,2 per miglio quadrato (5,9/km²). La composizione etnica della città era formata dal 78,40% di bianchi, l'1,85% di nativi americani, il 18,52% di altre razze, e l'1,23% di due o più etnie. Ispanici o latinos di qualunque razza erano l'88,89% della popolazione.
C'erano 51 nuclei familiari di cui il 49,0% aveva figli di età inferiore ai 18 anni, il 54,9% aveva coppie sposate conviventi, l'11,8% aveva un capofamiglia femmina senza marito, e il 25,5% erano non-famiglie. Il 23,5% di tutti i nuclei familiari erano individuali e il 7,8% aveva componenti con un'età di 65 anni o più che vivevano da soli. Il numero di componenti medio di un nucleo familiare era di 3,18 e quello di una famiglia era di 3,84.
La popolazione era composta dal 32,1% di persone sotto i 18 anni, l'8,0% di persone dai 18 ai 24 anni, il 21,0% di persone dai 25 ai 44 anni, il 27,8% di persone dai 45 ai 64 anni, e l'11,1% di persone di 65 anni o più. L'età media era di 36 anni. Per ogni 100 femmine c'erano 92,9 maschi. Per ogni 100 femmine dai 18 anni in giù, c'erano 96,4 maschi.
Il reddito medio di un nucleo familiare era di 19.531 dollari e quello di una famiglia era di 19.531 dollari. I maschi avevano un reddito medio di 26.250 dollari. Il reddito pro capite era di 5.983 dollari. Circa il 42,9% delle famiglie e il 42,9% della popolazione erano sotto la soglia di povertà, incluso il 56,5% di persone sotto i 18 anni di età.